# Freihandversuch
Ein Freihandversuch ist ein qualitativer Versuch mit affektiver Wirkung (d. h. ein Versuch, mit ungenauen Ergebnissen, der Erstaunen auslöst), der sich zudem wie folgt auszeichnet:
- Die wichtigste Komponente des Freihandversuchs ist die Hand, sie ist das Hauptwerkzeug.
- Alle weiteren verwendeten Materialien und Gegenstände sind alltäglich. Das heißt, sie sind aus unserem unmittelbaren Alltag bzw. Erfahrungsfeld leicht zu beschaffen und in Hinblick auf ihre Verwendung schlicht, einfach und kostengünstig oder weiterhin verwendbar.
- Der Versuchsaufbau ist überschaubar und übersichtlich.
- Ein Freihandversuch ist schnell und einfach durchzuführen und erfordert nur ein Mindestmaß an manuellem Geschick.
- Darüber hinaus ist die einfache Durchführung und ihre kurze Durchführungszeit charakteristisch für Freihandversuche.

Aufgrund dieser Beschaffenheiten eignen sich Freihandversuche unter anderem hervorragend für den Einsatz in Schulen, da sie als Ergänzung zu Experimenten und als Alternative für den Vertretungsunterricht sowie für den Einstieg bzw. Abschluss einer Unterrichtsreihe genutzt werden können (siehe Forschend-entwickelnder Unterricht).
Statt von Freihandversuchen wird auch von Freihandexperimenten gesprochen. Weil Experimente im klassischen Verständnis jedoch eher dazu dienen, Hypothesen und Prognosen zu untersuchen, sind Freihandexperimente somit eher Forschungsexperimente. Obwohl Freihandversuche oft belächelt werden, hatte sich schon Albert Einstein mit einem Freihandversuch beschäftigt, der das Verhalten eines Teeblattes in einer Teetasse aufklären sollte.

## Geschichte
Der Begriff Freihandversuch stammt von dem Gymnasialprofessor Bernhard Schwalbe, Direktor des Dorotheen-Realgymnasiums Berlin. 1890 beschrieb er sie als Versuche, 

„die sich fast ohne Kosten jederzeit von jedermann anstellen lassen und dabei geeignet sind, bestimmte Gesetze darzulegen oder gewisse Eigenschaften der Körper nachzuweisen.“

Schwalbes Versuche wurden nach seinem Tod unter Verwendung seines Nachlasses von Hermann Hahn in dem dreibändigen Werk Physikalische Freihandexperimente veröffentlicht. Die älteste deutsche Sammlung von Freihandversuchen stammt von Daniel Schwenter aus dem Jahr 1636.